# Rally de Turquía de 2020
El Rally de Turquía de 2020 oficialmente 13. Rally Turkey Marmaris, fue la decimotercera edición y la quinta ronda de la temporada 2020 del Campeonato Mundial de Rally. Se celebró del 18 al 20 de septiembre y contó con un itinerario de 12 tramos sobre tierra que sumaran un total de 223.00 km cronometrados. Fue también la quinta ronda de los campeonatos WRC2 y WRC 3.

## Lista de inscritos
| Num.                     | Piloto                    | Copiloto               | Automóvil              | Equipo                    | Neumático |
| ------------------------ | ------------------------- | ---------------------- | ---------------------- | ------------------------- | --------- |
| 3                        | Teemu Suninen             | Jarmo Lehtinen         | Ford Fiesta WRC        | M-Sport Ford WRT          | M         |
| 4                        | Esapekka Lappi            | Janne Ferm             | Ford Fiesta WRC        | M-Sport Ford WRT          | M         |
| 7                        | Pierre-Louis Loubet       | Vincent Landais        | Hyundai i20 Coupe WRC  | Hyundai 2C Competition    | M         |
| 8                        | Ott Tänak                 | Martin Järveoja        | Hyundai i20 Coupe WRC  | Hyundai Shell Mobis WRT   | M         |
| 9                        | Sébastien Loeb            | Daniel Elena           | Hyundai i20 Coupe WRC  | Hyundai Shell Mobis WRT   | M         |
| 11                       | Thierry Neuville          | Nicolas Gilsoul        | Hyundai i20 Coupe WRC  | Hyundai Shell Mobis WRT   | M         |
| 17                       | Sébastien Ogier           | Julien Ingrassia       | Toyota Yaris WRC       | Toyota Gazoo Racing WRT   | M         |
| 33                       | Elfyn Evans               | Scott Martin           | Toyota Yaris WRC       | Toyota Gazoo Racing WRT   | M         |
| 44                       | Gus Greensmith            | Elliott Edmondson      | Ford Fiesta WRC        | M-Sport Ford WRT          | M         |
| 69                       | Kalle Rovanperä           | Jonne Halttunen        | Toyota Yaris WRC       | Toyota Gazoo Racing WRT   | M         |
| 21                       | Pontus Tidemand           | Patrick Barth          | Škoda Fabia Rally2 Evo | Toksport WRT              | P         |
| 22                       | Adrien Fourmaux           | Renaud Jamoul          | Ford Fiesta Rally2     | M-Sport Ford WRT          | M         |
| 23                       | Eyvind Brynildsen         | Ilka Minor             | Škoda Fabia Rally2 Evo | Toksport WRT              | P         |
| 24                       | Marco Bulacia Wilkinson   | Marcelo Der Ohannesian | Citroën C3 R5          | Marco Bulacia Wilkinson   | P         |
| 25                       | Emilio Fernández          | Ruben Garcia           | Škoda Fabia Rally2 Evo | Emilio Fernández          | M         |
| 26                       | Kajetan Kajetanowicz      | Maciej Szczepaniak     | Škoda Fabia Rally2 evo | Kajetan Kajetanowicz      | P         |
| 27                       | Paulo Nobre               | Gabriel Morales        | Škoda Fabia R5         | Paulo Nobre               | P         |
| 28                       | Yağiz Avci                | Onur Vatansever        | Citroën C3 R5          | Yağiz Avci                | P         |
| 29                       | Burak Cukurova            | Burak Akcay            | Škoda Fabia R5         | Burak Cukurova            | P         |
| 30                       | Uğur Soylu                | Mehmet Köleoğlu        | Škoda Fabia R5         | Uğur Soylu                | P         |
| 31                       | Alberto Heller            | Marc Martí             | Ford Fiesta Rally2     | Alberto Heller            | M         |
| 32                       | Jan Solans                | Mauro Barreriro        | Ford Fiesta Rally2     | Jan Solans                | P         |
| 34                       | Sean Johnston             | Alex Kihurani          | Citroën C3 R5          | Saintéloc Junior Team     | P         |
| 35                       | Diogo Salvi               | Hugo Magalhães         | Škoda Fabia R5         | Diogo Salvi               |           |
| 36                       | "Pedro"                   | Emmanuele Baldaccini   | Ford Fiesta Rally2     | "Pedro"                   | P         |
| 37                       | Nasser Khalifa Al-Attiyah | Giovanni Bernacchini   | Ford Fiesta R5         | Nasser Khalifa Al-Attiyah | P         |
| Fuente: ewrc-results.com |                           |                        |                        |                           |           |

## Itinerario
| Día                      | Tramo | Nombre                   | Distancia | Ganador de la etapa | Coche                 | Tiempo  | Líder de la general |
| ------------------------ | ----- | ------------------------ | --------- | ------------------- | --------------------- | ------- | ------------------- |
| Día 1 (18 de septiembre) | -     | Asparan (Shakedown)      | 4.70 km   | Thierry Neuville    | Hyundai i20 Coupe WRC | 3:23.4  | -                   |
| Día 1 (18 de septiembre) | SS1   | İçmeler                  | 13.90 km  | Thierry Neuville    | Hyundai i20 Coupe WRC | 10:13.1 | Thierry Neuville    |
| Día 1 (18 de septiembre) | SS2   | Gökçe                    | 11.32 km  | Sébastien Ogier     | Toyota Yaris WRC      | 8:34.0  | Sébastien Loeb      |
| Día 2 (19 de septiembre) | SS3   | Yeşilbelde 1             | 31.79 km  | Sébastien Ogier     | Toyota Yaris WRC      | 24:54.2 | Sébastien Ogier     |
| Día 2 (19 de septiembre) | SS4   | Datça 1                  | 8.75 km   | Sébastien Ogier     | Toyota Yaris WRC      | 6:53.9  | Sébastien Ogier     |
| Día 2 (19 de septiembre) | SS5   | Kızlan 1                 | 13.15 km  | Thierry Neuville    | Hyundai i20 Coupe WRC | 7:10.7  | Sébastien Ogier     |
| Día 2 (19 de septiembre) | SS6   | Yeşilbelde 2             | 31.79 km  | Thierry Neuville    | Hyundai i20 Coupe WRC | 24:41.6 | Thierry Neuville    |
| Día 2 (19 de septiembre) | SS7   | Datça 2                  | 8.75 km   | Thierry Neuville    | Hyundai i20 Coupe WRC | 6:52.7  | Thierry Neuville    |
| Día 2 (19 de septiembre) | SS8   | Kızlan 2                 | 13.15 km  | Sébastien Loeb      | Hyundai i20 Coupe WRC | 7:09.4  | Thierry Neuville    |
| Día 3 (20 de septiembre) | SS9   | Çetibeli 1               | 38.15 km  | Elfyn Evans         | Toyota Yaris WRC      | 28:38.9 | Elfyn Evans         |
| Día 3 (20 de septiembre) | SS10  | Marmaris 1               | 7.05 km   | Thierry Neuville    | Hyundai i20 Coupe WRC | 4:25.5  | Elfyn Evans         |
| Día 3 (20 de septiembre) | SS11  | Çiçekli 2                | 38.15 km  | Thierry Neuville    | Hyundai i20 Coupe WRC | 27:46.0 | Elfyn Evans         |
| Día 3 (20 de septiembre) | SS12  | Marmaris 2 (power stage) | 7.05 km   | Thierry Neuville    | Hyundai i20 Coupe WRC | 4:20.4  | Elfyn Evans         |
| Fuente:ewrc-results.com  |       |                          |           |                     |                       |         |                     |

### Power stage
El power stage fue una etapa de 7.05 km al final del rally. Se otorgaron puntos adicionales del Campeonato Mundial a los cinco más rápidos.
| Pos. | Piloto           | Copiloto        | Coche                 | Equipo                  | Tiempo | Puntos |
| ---- | ---------------- | --------------- | --------------------- | ----------------------- | ------ | ------ |
| 1    | Thierry Neuville | Nicolas Gilsoul | Hyundai i20 Coupe WRC | Hyundai Shell Mobis WRT | 4:20.4 | 5      |
| 2    | Ott Tänak        | Martin Järveoja | Hyundai i20 Coupe WRC | Hyundai Shell Mobis WRT | +0.4   | 4      |
| 3    | Elfyn Evans      | Scott Martin    | Toyota Yaris WRC      | Toyota Gazoo Racing WRT | +1.7   | 3      |
| 4    | Kalle Rovanperä  | Jonne Halttunen | Toyota Yaris WRC      | Toyota Gazoo Racing WRT | +1.7   | 2      |
| 5    | Sébastien Loeb   | Daniel Elena    | Hyundai i20 Coupe WRC | Hyundai Shell Mobis WRT | +5.6   | 1      |